# نهاش فضي البقع
نهاش فضي البقع (الاسم العلمي: Lutjanus argentimaculatus) (بالإنجليزية: Mangrove red snapper)‏ هو نوع من الأسماك يتبع جنس النهاش من الفصيلة النهاشية.